# Ordres de grandeur de pression
Pour des articles plus généraux, voir Ordre de grandeur et pression.
Le tableau ci-dessous donne quelques ordres de grandeur de pression.

## Exemples de valeurs de pression
| Pression en pascals et dérivés | Pression en bars        | Exemple |
| ------------------------------ | ----------------------- | --- |
| 1 fPa                          | 10-20                   | La pression du milieu interstellaire. |
| 1 nPa                          | 10-14                   | La pression atmosphérique sur la Lune. La pression typique d'un son dans l'eau. |
| 1 µPa                          | 10-11                   | La pression dans un tube à vide. La pression typique d'un son dans l'eau. |
| 20 µPa                         | 20 × 10-11              | Le seuil de l'audition humaine. Les oscillations de la pression de l'air de cette amplitude, aux fréquences entre 1 et 5 kHz, sont les plus petites que l'oreille peut entendre dans un environnement sans bruit.                   |
| 0,65 à 2,4 Pa                  | 6,5 × 10-6 à 2,4 × 10-5 | La pression atmosphérique sur Pluton (chiffres de 2002). |
| 1 Pa                           | 10-5                    | La pression correspondant à une force d'un newton uniformément répartie sur une surface d'un mètre carré (définition du pascal). La pression exercée par une mouche domestique se tenant sur une feuille A4 dans le vide (environ). |
| 10 Pa                          | 10-4                    | La pression augmentée par millimètre d'une colonne d'eau au niveau moyen de la mer. La pression dans une lampe à incandescence. |
| 100 Pa                         | 10-3                    | Un millibar. Le seuil de la douleur. Les sons au-dessus de cette amplitude sont insupportables et peuvent causer une douleur auditive ; une exposition prolongée peut conduire à une perte de l'audition.                           |
| 610 Pa                         | 6,1 × 10-3              | La pression atmosphérique moyenne sur Mars au niveau de référence. |
| 611,2 Pa                       | 6,112 × 10-3            | La pression de point triple de l’eau pure. |
| 1 kPa                          | 0,01                    | 1 % de la pression atmosphérique au niveau de la mer sur Terre. |
| 10 kPa                         | 0,1                     | La pression augmentée par mètre d'une colonne d'eau au niveau moyen de la mer sur Terre, ou la baisse de la pression atmosphérique lorsque l'on part du niveau de la mer sur Terre jusqu'à une élévation de 1 000 m.                |
| 100 kPa                        | 1                       | Un bar. |
| 101,325 kPa                    | 1,01325                 | La pression atmosphérique au niveau de la mer sur Terre = 1 013,25 hPa. |
| 280 à 350 kPa                  | 2,8 à 3,5               | La pression dans un pneumatique de voiture (on parle ici de pression absolue. La pression relative, mesurée par rapport à la pression atmosphérique, est environ 100 kPa plus faible, soit donc 180 à 250 kPa ou 1,8 à 2,5 bars).   |
| 407 à 607 kPa                  | 4,07 à 6,07             | La pression dans une bouteille de Champagne. |
| 0,8 à 2 MPa                    | 8 à 20                  | La pression utilisée dans les chaudières de locomotives à vapeur. |
| 9 MPa                          | 90                      | La pression atmosphérique sur Vénus |
| 10 MPa                         | 100                     | Les nettoyeurs haute pression expulsent l'eau à cette pression. |
| 12 MPa                         | 120                     | La pression exercée par une femme de 60 kg portant des talons aiguille. |
| 15,5 MPa                       | 155                     | La pression dans le circuit primaire d'un réacteur nucléaire à eau pressurisée. |
| 20 MPa                         | 200                     | La pression d'une bouteille de plongée en aluminium. |
| 22,12 MPa                      | 221,2                   | La pression de point critique de l’eau pure |
| 100 MPa                        | 1000                    | La pression au fond de la fosse des Mariannes, environ 10 km sous la surface de l'océan. |
| 235 à 1450 MPa                 | 2350 à14500             | Limite élastique des aciers |
| 10 GPa                         | 100 000                 | La pression à laquelle le diamant se forme. |
| 100 GPa                        | un million              | La limite élastique théorique d'un nanotube de carbone. |
| 130 GPa                        | 1,3 million             | La plus haute pression statique réalisée en laboratoire jusqu'en 2015 (European Synchrotron Radiation Facility). |
| 380 GPa                        | 3,8 millions            | La pression au centre de la terre. |
| 1 TPa                          | 10 millions             | Record de pression statique obtenue en laboratoire (2022), (European Synchrotron Radiation Facility). |
| 530 TPa                        | 5,3 × 109               | La pression à l'intérieur d'une bombe nucléaire de type Ivy Mike. |
| 6,4 PPa                        | 6,4 × 1010              | La pression à l'intérieur de la détonation d'un missile W80. |
| 35 PPa                         | 3,5 × 1011              | La pression à l'intérieur du noyau du Soleil. |
| …                              |                         | |
| 4,63 × 10113 Pa                | 4,63 × 10108            | La pression de Planck (voir également unités de Planck). |